# 文森·費雷
文森·費雷（法語：Vincent Ferré，1974年10月23日—）是法國翻譯家、學者，巴黎第十二大學教授。他研究J·R·R·托爾金的作品多年，著有《托爾金辭典》等多本書籍，並監督及校訂了多部由Christian Bourgois出版的托爾金作品法文譯本。

## 外部連結
- 找不到URL。请在此处指定URL或在维基数据上添加。 （法文）
- Pour Tolkien （页面存档备份，存于）（法文）